# Луций Хедий Руф Лолиан Авит (консул 144 г.)
Луций Хедий Руф Лолиан Авит (на латински: Lucius Hedius Rufus Lollianus Avitus) е политик и сенатор на Римската империя през 2 век.
Родината на Хедиите е в Италия, вероятно в Поленция в Лигурия. Наблизо е родното място и на Пертинакс, който е тясно свързан с тази фамилия. Баща му Луций Хедий Руф Лолиан Авит e суфектконсул 114 г.
През 144 г. Лолиан става консул заедно с Тит Стацилий Максим. и през 157/158 г. проконсул на Африка. През 165 г. той е управител и вероятно първият императорски легат на Витиния и Понт.  Лолиан е образован в литература и е също и автор.
Лолиан е баща на Квинт Хедий Руф Лолиан Гентиан (суфектконсул 186 г.) и дядо на Квинт Хедий Лолиан Плавций Авит (консул 209 г.) и Хедий Лолиан Теренций Гентиан (консул 211 г.).